# 袁仁国
袁仁国（1956年10月1日—2023年9月9日），男，汉族，贵州仁怀人，中华人民共和国政治人物、企业家，中共中央党校政治经济学专业毕业。

## 生平
袁仁国于1975年以知识青年身份进入茅台酒厂工作，1982年7月加入中国共产党。历任茅台酒厂办公室秘书、办公室副主任、车间主任、支部书记、厂长助理等职务。1998年起担任茅台酒厂改制后的茅台集团党委副书记、副董事长，贵州茅台酒股份总经理；2000年起担任贵州茅台酒股份董事长。2011年10月，任茅台集团董事长、党委副书记，兼任贵州茅台酒股份董事长兼CEO。2013年，担任第十二届全国人民代表大会贵州地区代表。
2012年，袁仁国被曝持有《消费日报》的记者证，被称为“中国最牛记者”。事发后，袁仁国的记者证被注销。《消费日报》的解释是袁仁国多年前曾任该报的特约记者。而《消费日报》也因提交虚假材料为不符合条件的人员申领记者证而被立案调查。实际上，原新闻出版总署于2003年11月启动的记者证换证工作中明确取消特约记者证。
2017年1月，兼任贵州省人大财政经济委员会副主任委员。2018年2月，兼任贵州省政协经济委员会副主任。2018年5月，不再担任茅台集团董事长、贵州茅台酒股份有限公司董事长。
2019年5月，因涉嫌家族腐败，被中共贵州省纪委监委开除中国共产党党籍、开除公职，免去贵州省政协经济委员会副主任职务，撤销政协委员资格，将其涉嫌犯罪问题移送检察机关依法处理。5月23日，贵阳市人民检察院宣布以涉嫌受贿罪对袁仁国作出逮捕决定。
2021年9月23日上午，贵州省贵阳市中级人民法院一审公开宣判，以受贿罪判处袁仁国无期徒刑，剥夺政治权利终身，并处没收个人全部财产；追缴其受贿所得财物及其孳息，并没入国库。
2021年12月，被中华人民共和国文化和旅游部取消国家级非物质文化遗产代表性传承人资格。
2022年3月16日，最高人民检察院微信公众号首次曝光了袁仁国案的细节。2018年10月，贵州省监察委员会对袁仁国涉嫌职务违法问题立案调查。办案过程中，40多名办案人员从袁仁国家中清点出黄金制品、手表、珠宝、字画等1588件，其中不乏有象牙等稀有物品，以及人民币、美元、英镑现金等若干，用了一天一夜才清点完毕。贵阳市人民检察院的办案人员表示，虽然仅涉及受贿一项罪名，但案情十分复杂，案件办理难度极高。袁仁国的受贿行为始于1994年，时间跨度长达24年，且受贿手段比较复杂，都是利用特殊资源的审批权，为不法经销商违规从事茅台酒经营提供帮助，受贿金额高达1.1亿元，受贿事实共计29起，整个案件卷宗大概100多本，形成阅卷笔录37万字，审查报告2.5万余字，办案人员对其收受的外币、赃物按汇率和估价意见统一折算为人民币计入受贿金额。
2023年9月11日，财新传媒报道，袁仁国已於同年9月9日因腦溢血去世。贵阳市某殡仪馆的相关工作人员介绍说，袁仁国的遗体现停放在殡仪馆，暂未火化，遗体是从贵州省某监狱运来的；贵州茅台酒股份稱去世消息仍需核实。